# Livanjski divlji konji
Livanjski divlji konji su konji koji žive na visoravni Krugu, na predjelu od Korićine do Borove glave.
Ovo nisu izvorni divlji konji, nego su potomci domaćih konja koji su služili u poljodjelstvu. Nakon što ih je u toj ulozi potisla mehanizacija prije pedeset godina, ostavljeni su življeti divlje, jer više nije bilo potrebe za njima.
Budući da skoro pola stoljeća nije postojala organizirana ljudska skrb za njih od strane države, dnevno prelaze desetke kilometara da bi se nahranili i napojili. Unatoč nepovoljnim vremenskim uvjetima, brojnim zvijerima iz obližnjih šuma, preživjeli su zahvaljujući bogatim pašnjacima.
O ovim konjima se trudi skrbiti planinarsko ekološko društvo Borova Glava te općina Livno.
Procjene iz travnja 2011. govorile su o 196 konja. Prema podatcima iz 2013. godine bilo je 286 konja i 48 ždrijebadi. Prema podatcima iz srpnja 2015. godine bilo je 418 konja od toga 65 ždrijebadi. Prema procjenama od listopada 2018., broj im se kreće oko 800 grla.
Od 2013. livanjski divlji konji zaštićeni su i zakonom.

## Vanjske poveznice
- Livno online Divlji konji s Kruga (fotografije)
- Anto Bandov: (FOTO) Divlji livanjski konji – od zaborava do medijskih zvijezda  Arhivirana inačica izvorne stranice od 14. rujna 2015. (Wayback Machine), CroExpress, 2. rujna 2015.
- Livanjski divlji konji i zakonom zaštićeni
- Foto galerija Livanjskih divljih konja
- Divlji konji livanjskog kraja
- Livanjski "divlji" konji: Prirodni fenomen i atrakcija ineresantna cijeloj Evropi osim vlastima u BiH

- Mia Erceg: Lutajući konji na području visoravni Krug Livno, jugozapadna Bosna, 12. prosinca 2016.